# Municipio de San Sebastián Tecomaxtlahuaca
El municipio de San Sebastián Tecomaxtlahuaca (en náhuatl: Tecomates: recipiente hecho de la familia de las bignoniáceas; Ixtlahuaca: llano o llanura, ‘en el llano de los tecomates’), es un municipio de 8,352 habitantes situado en el Distrito de Juxtlahuaca, Oaxaca, México.
Limita al norte con San Miguel Tlacotepec, Santiago del Río y Silacayoápan; al sur con Coicoyán de las Flores y Santiago Juxtlahuaca; al oriente con San Juan Mixtepec y Santiago Juxtlahuaca; al poniente con San Martín Peras.

## Historia
En el municipio pueden encontrarse vestigios del pueblo prehispánico de Tecomaxtlahuaca, fundado en el siglo XVI.
Fray Francisco de Burgoa consideró que era el mayor de la zona de la Mixteca debido al número de personal religioso que se sostenía en el convento: dos religiosos, un vicario y un súbdito.
Los primeros títulos de los terrenos donde se encuentra el municipio, fueron comprados al cacique don Domingo de Guzmán, del pueblo de Yucuyachi en el año de 1810.
Durante la Revolución mexicana, los tecomaxtlahuaqueños se unieron a la causa Zapatista en contra del Carrancismo. Entre los años de 1918 y 1920, la población fue diezmada a causa de la influenza.

## Flora y fauna
Se pueden encontrar las siguientes especies:
Flora: Manzanilla, cartuchos, bugambilias, hierba santa, alaches, berros, chiles, papas, rábanos, encinos, pinos, cupressus, nebros, cazahuates, palmares, acacias, araucarias (introducidas), nopales, una variedad de bromelias, cola de caballo, guajes, aguacates, lima, maíz, fríjol, limón, guayaba, rosas, tulipanes, margaritas, nochebuenas, ruda tamoreal, sábila y árnica.
Fauna: Zanates, palomas, chupamirto, pichones, tlacuaches, conejos, ardillas, ticas, abejas, víboras, lagartijas.

## Demografía
En el municipio habitan 8,352 personas, de las cuales, 31% habla una lengua indígena. El municipio tiene un grado de marginación y de rezago social alto.

## Organización
En el municipio se encuentran las siguientes localidades:
| Nombre de la localidad            | Población 2010 |
| San Sebastián Tecomaxtlahuaca     | 2,402          |
| San Marcos Xinicuesta             | 682            |
| San Martín Duraznos               | 460            |
| Guadalupe Nundaca                 | 449            |
| San Mateo Tunuchi                 | 340            |
| Río de Hielo Juárez               | 276            |
| Santo Niño Jesús Yucuyi           | 231            |
| El Calvario                       | 224            |
| Sabino Solo                       | 223            |
| El Portezuelo                     | 179            |
| Santa Cruz Rancho Viejo           | 160            |
| Agua Buena                        | 158            |
| Zaragoza Alacranes                | 158            |
| Santa Cruz Yosondica              | 156            |
| Ánimas Yucuniciasi o Yucunicani   | 113            |
| Cruz Verde                        | 112            |
| Cañada de Lobo                    | 106            |
| San José el Espinal               | 106            |
| Tecomaxtlahuaca el Viejo          | 97             |
| San José Duraznos                 | 97             |
| San Antonio el Mogote (El Mogote) | 96             |
| Barrio del Zopilote               | 96             |
| Buenavista                        | 94             |
| Ciénega Rabona (San Isidro)       | 89             |
| Yosoyú                            | 84             |
| Yucundívi                         | 84             |
| Rancho de los Colores             | 71             |
| Laguna Encantada                  | 69             |
| Peña Prieta                       | 63             |
| San Sebastián los Cholula         | 61             |
| Barrio Guadalupe                  | 60             |
| La Joya del Gavilán               | 57             |
| Guadalupe la Sabinera             | 52             |
| Los Luengas [Rancho]              | 50             |
| La Tortolita                      | 49             |
| El Palmarillo                     | 43             |
| Los Alvarado                      | 41             |
| Cahuayá                           | 35             |
| San Antonio                       | 34             |
| Los Rendón                        | 33             |
| Los Silva (La Sabinera los Silva) | 30             |
| Santa Cruz Huachichiqui           | 29             |
| San Isidro                        | 25             |
| Yosondova                         | 24             |
| Barranca Chinche                  | 20             |
| Llano de Ajo                      | 18             |
| Arroyo Seco                       | 18             |
| Cañada Nuchi                      | 17             |
| Río Ratón                         | 15             |
| El Temazcal                       | 14             |
| Ciénega Grande                    | 14             |
| Barranca Torcida                  | 13             |
| Yosocú                            | 9              |
| El Capulín                        | 6              |
| El Carrizal [Rancho]              | 4              |